# Jawa 100 Robot
Jawa 100 Robot je vzduchem chlazený jednoválcový motocykl, vyráběný v letech 1937–1946 (mimo války) firmou Jawa. Bylo vyrobeno asi 12 tisíc kusů.

## Popis
Přední vidlice lisovaná z ocelových profilů. Nádrž sedlová, sedlo a řídítka jsou výškově nastavitelné. Karburátor byl ovládán páčkou, později otočnou rukojetí. Magnetozapalovač je vlastní konstrukce. Třístupňová převodovka je v jednom bloku s motorem, ruční řadicí páka je na palivové nádrži. Volnoběžná spojka v převodovce dovoluje pohon zadního kola jak motorem, tak pedály. Spouštění motoru buď pedály na místě, nebo roztlačením. Motocykl byl v průběhu výroby modernizován. Výfuk obdržel ochranný kryt proti záření tepla a změnil se jeho tvar, místo vodorovně byl veden slabě nahoru.

## Motor
Dvoudobý, vzduchem chlazený jednoválec s obsahem 98,8 cm³ a vratným vyplachováním.

## Technické parametry
- Rám: z lisovaných ocelových profilů
- Pohotovostní hmotnost: 49 kg
- Maximální rychlost: 65 km/hod.
- Spotřeba paliva: 2 l/100 km